# Carlos Patiño
Carlos Patiño. född 1600 i Cuenca, död den 5 september 1675 i Madrid, var en spansk barocktonsättare.
Patiño var korgosse i katedralen i Sevilla, där han studerade för Alonso Lobo. Han gifte sig 1622 men efter att ha blivit änkling 1625 inträdde han i det andliga ståndet. I mars 1628 blev han maestro de capilla vid Real Monasterio de la Encarnación i Madrid som efterträdare till Gabriel Díaz Bessón. Den 1 januari 1634 efterträdde Patiño Mateo Romero som maestro de capilla vid kungliga hovkapellet. Han var den förste maestron vid capilla real, det tidigare capilla flamenca, som var infödd. År 1660 blev hans begäran att med ålderns rätt få dra sig tillbaka inte beviljad, men han försågs med två assistenter.